# Медитация
Медита́ция (лат. meditatio — «размышление») — ряд психических упражнений, используемых в составе духовно-религиозной или оздоровительной практик, или же особое психическое состояние, возникающее в результате этих упражнений (или в силу иных причин). Медитация может рассматриваться как вид созерцания (лат. contemplatio).
Занимаясь медитацией, согласно ряду традиций, не надо делать над собой никаких усилий, нужно полностью расслабиться. Медитация — это состояние расслабленной сосредоточенности, в котором идет отрешённое наблюдение за происходящим.
Медитация означает, что мы чему-то предоставляем место, позволяем этому развиваться, наблюдаем, воспринимаем во всей полноте. Занимающийся медитацией ничего не должен оценивать, предоставив свободу мыслям, чувствам и протекающим в организме процессам.
У самых разных школ медитации есть два общих компонента, которые в терминологии буддийской психокультуры описываются как:
1) шаматха (пали: саматха), что можно перевести как «безмятежность», «мир», «внутреннее спокойствие», умственное или физическое,
2) випашьяна (пали: випассана), что можно перевести как «осознанность», «видение мира таким, какой он есть», а не таким, каким мы хотели бы или не хотели бы его видеть.
Существует множество техник медитации. В большинстве традиций во время медитации практикующему обычно требуется принять определённую позу. Объектом концентрации обычно служат ощущения внутри организма, внутренние образы, реже эмоции. Иногда объектом концентрации может быть внешний физический предмет. Медитация может сочетаться с дыхательными упражнениями. Существуют и медитативные «танцевальные» техники — кружение суфиев, медитации Ошо Раджниша и др.

## Определение
Специализированные словари и энциклопедии дают много определений этого термина, которые позволяют рассматривать медитацию:
- как особую разновидность углублённого размышления[6][13][7] о каком-либо предмете[6][7], духовной истине[13], иной идее[7], сопровождаемое отвлечением «от внешне-случайных обстоятельств»[6], устранением «всех факторов, рассеивающих внимание, как внешних (звук, свет), так и внутренних (физическое, эмоциональное, интеллектуальное и другое напряжение)»[7]);
- как состояние внутреннего сосредоточения[8] или как действие для его достижения[10][9];
- как «изменённое состояние сознания», обусловленное как внешними, так и внутренними причинами[11] или как «тип психотехники, продуцирующий изменённые состояния сознания»[12] (вариант: как форму психической активности с целью погружения «в особые трансовые состояния»[5]).

Приёмы медитации, извлеченные «из арсенала восточной религиозной культуры», в настоящее время могут использоваться для целей психотерапии и психотренинга. Медитацию, применяемую с подобными целями, можно описать как

психофизические упражнения в составе методов комплементарной и альтернативной медицины
Оригинальный текст (англ.)a mind-body practice in complementary and alternative medicine (CAM)

или же как

широкое многообразие практик, простирающееся от методов, предназначенных для достижения расслабления, до упражнений, выполняемых с более далеко идущими целями, такими как усиление ощущения благополучия.
Оригинальный текст (англ.)a broad variety of practices, ranging from techniques designed to promote relaxation to exercises performed with a more far-reaching goal such as a heightened sense of well-being.

В силу многообразия практик медитации, отмечают авторы последней цитаты,

важно конкретно указывать рассматриваемый в исследовании тип медитативной практики.
Оригинальный текст (англ.)essential to be specific about the type of meditation practice under investigation.

Возможно, что именно упомянутое многообразие практик медитации порождает и многообразие определений этого понятия, которые, как было указано выше, описывают медитацию то как разновидность углублённого размышления, то как состояние внутреннего сосредоточения, то как изменённое состояние сознания, то как действия, направленные на достижение указанных выше состояний. Многообразие определений, в свою очередь, не позволяет точно очертить границы рассматриваемого понятия и способно породить споры о том, является ли та или иная практика медитативной или нет.

## Происхождение термина
Слово «медитация» происходит от латинского «meditatio», точнее от глагола «meditari», который в разных контекстах означает «обдумывать», «мысленно созерцать», «вырабатывать идеи».
В Ветхом Завете хага (на иврите: הגה) означает не только «вздыхать» или «шептать», но и «размышлять», «умственно созерцать» (см. книги Притчи Соломона / Мишлей, Псалтирь / Теилим и др., ивр.). Когда Тора была переведена с древнееврейского на греческий язык, слово «хага» было переведено как «melete». В латинской Библии слово хага / melete было переведено как «meditatio». Использование термина «meditatio» применительно к одной из частей поэтапного процесса мысленного созерцания впервые встречается у монаха Гиго II в XII веке.

## Круг обозначаемых явлений
Помимо своего первоначального употребления термин «медитация» был использован для перевода именования восточных духовных практик — санскритского термина «дхьяна» (транскрибированного на китайский язык китайским буддизмом как «чань» (первоначально — «чань-на»), японским как «дзэн», корейским как «сон», вьетнамским как «тхиен»), который происходит от санскритского корня «dhyai» и тоже имеет значение «мысленно созерцать», «размышлять».
Существует мнение, согласно которому термин «медитация» может также применяться к широкому кругу практик, в том числе к практикам исламского суфизма (зикр (памятование имён Аллаха), сама — «медитативное» восприятие музыки) и других традиций, таких как еврейская Каббала и христианский исихазм.
К примеру, в редакцию книги о медитации, опубликованной в 2003 году, включены главы, написанные различными авторами, описывающие буддийскую, индуистскую, христианскую, исламскую и даосскую традиции медитации.
Существует, однако, и другой взгляд: исихастская практика в Православии «имеет некоторое поверхностное сходство» с практиками буддизма, индуизма и йоги, которое, однако «зачастую преувеличивается при популярном изложении» (см. ниже).

## Общие сведения
Согласно «Современному философскому словарю», медитация
- «опосредуется вспомогательными процедурами: созерцанием определенного объекта <…>, ритуальными действиями, использованием материальных средств медитационного сосредоточения»;
- используется как способ познания  «в разнообразных мистических школах философии, оккультных практиках, религиозной деятельности»;
- весьма характерна для философских учений, так или иначе утверждающих «иллюзорность, несубстанциональность феноменального мира»;
- особо важное значение «имеет в теории и практике восточных <…> типов философии»;
- существенно отлична «от иных, традиционных для религиозной философии, методов познания, таких как откровение<…>, духовидение и др.»[6]

Существует множество техник медитации.
Во время медитации практикующему обычно требуется принять определённую позу, иногда применяются чётки и другие вспомогательные предметы. Объектом концентрации обычно служат ощущения внутри организма, внутренние образы, реже эмоции. Иногда объектом концентрации может быть внешний физический предмет.
Медитация может сочетаться с дыхательными упражнениями.
Медитация с древности является частью духовной практики во многих религиозных традициях, особенно распространена в буддизме и индуизме, является важной составляющей йоги.
В основе йогической медитации лежит релаксация. Чтобы снять физическое напряжение, в йоге используются определённые фиксированные позы (асаны).
Начиная с 1960-х годов, медитация всё больше стала привлекать к себе внимание на Западе, стала предметом разнообразных научных исследований, неоднородных по строгости и качеству. В более чем 1000 опубликованных научных исследований различных методов практики была найдена связь между медитацией и изменениями в обмене веществ, кровяным давлением, мозговой активностью и другими процессами в организме. Сейчас медитация широко применяется как психотерапевтическое средство для снятия психического напряжения, физической боли и как метод борьбы со стрессом, в том числе в клинических условиях. Часто используется также с целью релаксации и как дополнение к другим упражнениям по релаксации.
Исследование правительства США в 2007 году показало, что почти 9,4 % взрослого населения США (более 20 миллионов) практиковало медитацию в течение последних двенадцати месяцев, для сравнения — в 2002 году практиковало 7,6 % (более 15 миллионов человек).

## История
История медитации тесно связана с религиозным контекстом, в котором существовала эта практика. Уже в доисторических цивилизациях использовались повторяющиеся ритмичные песнопения и повторения фраз для увещевания богов. Некоторые авторы даже выдвинули гипотезу, что появление способности концентрировать внимание, являющейся элементом многих методов медитации, возможно, способствовало развитию последней фазы биологической эволюции человека. В Ведах содержится одно из наиболее ранних упоминаний o медитации. Позднее (примерно с VI по V вв. до н. э.) свои формы медитации были созданы в даосизме в Китае и буддизме в Индии.
В древнеиндийских Ведах содержатся одни из первых упоминаний о медитативных практиках. Впоследствии, в Упанишадах (около VI века до н. э.), медитация (дхьяна) рассматривается как ключевой метод самопознания и духовного освобождения.
В «Йога-сутрах» Патанджали (II век до н. э.) медитация описывается как седьмая из восьми ступеней йоги (дхьяна), предшествующая самадхи — состоянию глубокого сосредоточения и освобождения.
Буддизм, возникший в V веке до н. э., придаёт большое значение медитации как пути к просветлению. Будда Шакьямуни разработал системы практик, таких как випассана (медитация осознанности) и метта (любящая доброжелательность), направленные на освобождение ума от страдания.
В Китае, начиная с VI века до н. э., даосские мастера использовали медитативные техники для гармонизации энергии ци и достижения долголетия. Позднее китайский чан-буддизм (позднее — дзен в Японии) объединил элементы даосской и буддийской практики.
В Европе термин «медитация» появился в XII веке как форма монашеской духовной практики, связанная с размышлением над библейскими текстами. Позже философ Рене Декарт использовал слово в своём трактате *Метафизические размышления*, где обозначал особый вид рационального размышления.
На западе, в 20 году до н. э., Филон Александрийский писал о некой форме «духовных упражнений» с участием внимания (prosoche) и концентрации, а в третьем столетии Плотином были разработаны техники медитаций.
Палийский канон, письменная фиксация которого восходит к I веку до н. э., считает индийскую буддийскую медитацию шагом на пути к освобождению. К этому времени буддизм распространился в Китае, Вималакирти-нирдеша сутра, датируемая примерно 100 годом н. э. включает ряд упоминаний медитации, чётко указывая на чаньский / дзэнский тип медитации. По Шёлковому пути передачи буддизма медитация распространилась и в другие восточные страны, а в 653 году первый зал для медитации был открыт в Японии. Возвратившись из Китая около 1227 года, основатель японского направления сото-дзен Догэн написал инструкцию по дзадзэн.

### Суфизм и медитация
Наиболее близкой к термину медитация является суфийская практика муракаба («самонаблюдение»). Она  может заключаться как в постоянном наблюдении собственных состояний, так и в созерцании Бога или суфийских святых, а также совмещать одновременно созерцание внутреннего и внешнего.
Некоторые исследователи относят к медитации суфийскую практику зикр («памятование»), которая заключается в повторении 99 имён Бога и зародилась в VIII или IX веках. К XII веку в практику суфизма были включены техники медитаций и его последователи начали практиковать контроль дыхания и повторение святых слов.

### Медитация и восточное христианство
Существует точка зрения, согласно которой взаимодействие с индусами или суфиями, возможно, повлияло на формирование восточно-христианской практики медитации, исихазма, но прямых доказательств этому нет. Между X и XIV веками исихазм стал практиковаться, в частности, на горе Афон в Греции, эта практика включает повторение Иисусовой молитвы. Впрочем, носители восточно-христианской традиции не отождествляют исихазм с медитацией, а сходство между тем и другим считают внешним:

Практика исихастской молитвы имеет некоторое поверхностное сходство с мистической молитвой или медитацией восточных религий (например, буддизма и индуизма, и особенно с практикой йоги), хотя эта схожесть зачастую преувеличивается при популярном изложении.
Оригинальный текст (англ.)In practice, the Hesychastic prayer bears some superficial resemblance to mystical prayer or meditation in Eastern religions (e.g., Buddhism and Hinduism, especially Yoga), although this similarity is often overly emphasized in popular accounts.

По словам кандидата богословия, проректора Николо-Угрешской духовной семинарии священника Валерия Духанина, христианство свидетельствует: по мере приближения души к Богу человек все более ясно видит своё несовершенство и несамодостаточность. Поэтому опыт приближения к Богу утверждает в христианине смирение, покаяние и любовь. Благодаря этому возможна чистая, искренняя радость единения с Господом, Который тебя видит, слышит и любит. Восточный же мистический опыт отвергает личностного Бога, а потому стремится к преодолению личности человека в самадхе или нирване, даёт переживание растворения своей индивидуальности в океане безличного.

### Медитация в западном мире
Западная христианская медитация контрастирует с большинством других подходов в том, что она чаще всего не предполагает повторения какой-либо фразы или действия и не требует никаких конкретных поз (есть множество исключений).
Западная христианская медитация берет своё начало в VI веке в практике чтения Библии среди монахов-бенедиктинцев, называемой Lectio Divina, то есть божественным чтением. Его четыре формальные ступени, «лестница», были определены монахом Гиго II в XII веке с помощью латинских терминов lectio, meditatio, oratio и contemplatio (переводятся как «читать», «размышлять», «молиться», «созерцать»). Западная христианская медитация получила дальнейшее развитие у святых Католической церкви, живших в XVI веке, таких как основатель ордена иезуитов Игнатий де Лойола и Тереза Авильская.
В середине XX века некоторые представители западного монашества, занимавшиеся межрелигиозным диалогом, обратили внимание на то, что в наследии раннехристианских пустынников содержатся рекомендации по молитвенному деланию, схожие с восточными методами медитации. Одним из тех, кто попытался соединить способ христианской медитации, основанный на рецитации священного слова, с дисциплиной повседневной молитвы, был английский бенедиктинец Джон Мейн. Подобный подход к созерцательной молитве, опирающийся на учение о «чистой молитве» (лат. oratio pura) св. Иоанна Кассиана, предлагали также и многие другие современные западные католические монахи, чаще всего имевшие опыт диалога с буддистскими и индуистскими монашескими общинами — среди них траппист Томас Мертон, иезуит Вильям Джонстон, иезуит Хуго Макиби Эномия-Лассаль, бенедиктинец Беда Гриффитс, траппист Томас Китинг, кармелит Эрнст Ларкин.
Начиная с середины XVII века практику медитации стали использовать квакеры. Их молчаливые богослужения могли длиться до двух и даже четырёх часов. Однако в настоящее время их продолжительность обычно не превышает одного часа.
В XIX—XX веке изучение буддизма на Западе стало занятием интеллектуалов. Обсуждал эту тему философ Шопенгауэр, а Вольтер призывал к терпимости по отношению к буддистам (хотя в восемнадцатом веке о буддийской медитации в Европе было почти ничего не известно). Первый английский перевод Тибетской Книги мёртвых был опубликован в 1927 году.
Светская форма медитации, как западная форма индуистских медитативных техник, появились в Индии в 1950-х годах и попала в Соединённые Штаты и Европу в 1960-х. Вместо сосредоточения на духовном росте, светская медитация делает акцент на снижении стресса, релаксации и самосовершенствовании. Обе формы медитации, духовная и светская, были предметом научных исследований. Исследования медитации начались в 1931 году, научно-исследовательский интерес резко увеличился в 1970-е и 1980-е года. К началу 70-х годов XX века на английском языке было сделано более тысячи исследований по медитации. Однако, после 60 лет научных исследований, точный механизм работы[какой?] медитации до сих пор остается неясным.

## Формы и методы медитации
Согласно отчёту Национального института здоровья США, самыми распространёнными формами медитации являются медитации памятования и трансцендентальная медитация, предложенная Западу в 1950-е годы Махариши Махеш Йоги.
- Медитация осознанности (англ. mindfulness meditation) — традиционная для буддизма форма медитации, объединяет целую группу техник. При самой распространённой технике медитирующий изначально сосредотачивается на тонком ощущении воздуха, касающегося ноздрей при вдохе и выдохе. Затем, по мере роста мастерства, объекты для медитации меняются. Многие другие техники медитации являются производными от данной.
- Дзадзэн — практика медитации памятования, традиционная для Японии. Существует форма медитации дзадзэн при прогулке.
- Трансцендентальная медитация — медитация с концентрацией на мантре — слове, звуке или фразе, повторяемой медитирующим вслух или мысленно. Самой известной является мантра «Ом».
- Тукдам — медитация в процессе умирания.

Среди других известны:
- Медитация на пустоте — медитация со сосредоточением на отсутствии мыслей. Часто является следующим этапом для других форм медитации. По словам Джидду Кришнамурти из книги «Медитации»[74], при длительной медитации на безмыслии исчезают все виды мыслей, желаний и прекращается осознавание своего я — почти полностью исчезает дыхание, устанавливается состояние глубокого покоя, после которого внутреннее сознание человека освещается светом, вызывающим состояние невыразимого блаженства. В этом состоянии человек может находиться очень долго, не осознавая окружающего. По утверждению Далай-ламы XIV, такая медитация может вызвать вслед за собою особое состояние всеосознавания, называемого на Востоке «Просветлением»[75].
- Кундалини-медитация — медитация со сосредоточением на чакрах. Обычно проводится лёжа.
- Тратака — медитация на пламя свечи в тёмной комнате.
- Сатипаттхана — буддийская медитация со сосредоточением на созерцании тела, чувств, ума, объектов ума. Подробно описана в Махасатипаттхана сутре. В популярной «нью эйдж» литературе по ошибке называют Випассаной, тогда как на самом деле випассана — это опыт и результат получаемый от практики Сатипаттханы.
- Анапанасати — традиционная буддийская медитация со сосредоточением на дыхании. Подробно описана в Анапанасати сутре.
- Випассана — достижение внутреннего прозрения, достигаемое посредством практики Сатипаттханы и Анапанасати. Так же посредством практик Анапанасати и Сатипаттханы достигаются джханы.
- Медитация на внутренний свет и звук — медитация со сосредоточением на внутреннем свете и звуке (Наам, Шабд, Слово).
- Сахадж Марг — медитация с сосредоточением на биении сердца
- Сексуальные медитации (в тантре и даосских сексуальных практиках). Например, ци-медитация: партнёры садятся на пол, напротив друг друга, опираясь на отведённые назад руки. При этом ступню правой ноги располагают под промежностью другого партнёра. Далее — активизация сексуальной энергии с помощью ЛК-мышцы, работа с энергиями партнёров. Энергия партнёров должна течь как цветок по воде, смешиваться[76].

Для большинства техник медитации характерно глубокое сосредоточение на монотонно повторяющемся действии.

## Научные исследования медитации
Многочисленные исследования и систематизированные метаисследования, проведённые, в том числе, по заказу американского агентства по исследованиям и качеству здравоохранения, показали, что регулярная медитация снижает  симптомы стресса, тревоги, депрессии, уменьшает симптомы боли. При этом, например, эффективность лечения депрессии медитацией можно сравнить с эффективностью лечения антидепрессантами. У больных рекуррентной («возвращающейся») депрессией медитация осознанности значительно снижает вероятность повторения депрессивного эпизода. Медитация улучшает настроение и повышает качество внимания.
Медитация также, по-видимому, эффективна при лечении расстройств, связанных с употреблением психоактивных веществ.
Также, существуют обзорные исследования, показывающие, что медитация может улучшить психологическое функционирование женщин, переживших рак молочной железы , эффективна для людей с расстройствами пищевого поведения, а также может быть эффективна при лечении психоза. Кроме того, медитация может способствовать проявлению околосмертных переживаний.

## Позы для медитации
Для медитации используются различные позы: сидя, лёжа и стоя, а также практикуют медитацию во время ходьбы (буддизм тхеравады, дзен и др.)
Положение тела должно быть таким, чтобы можно было расслабиться, но не заснуть. Позы в йоге называются асаны, определённые из них — для медитации. Широко известны в буддизме и индуизме, а также в современной традиции, — поза лотоса, полулотоса, бирманская поза, и поза на коленях. Медитация может выполняться в движении: при ходьбе (например, кинхин) или работе, занятиях творчеством — каллиграфия, рисование и др.
Самая известная поза для медитации такова: сидя, глаза закрыты, спина выпрямлена, голова чуть опущена, ноги скрещены, руки лежат на коленях ладонями кверху, ладони раскрыты, большие и указательные пальцы соединены.